# Падіння Лондона
«Падіння Лондона» (англ. London Has Fallen) — американський гостросюжетний бойовик режисера Бабака Наджафі, що вийшов 2016 року. Стрічка є продовженням фільму «Падіння Олімпу» (2013). У головних ролях Джерард Батлер, Аарон Екгарт, Морган Фрімен.
Вперше фільм продемонстрували 1 березня 2016 року у США, а в Україні у широкому кінопрокаті показ фільму запланований на 17 березня 2016 року. Гасло: «Світові лідери об’єдналися. Так само як і їхні вороги».

## Сюжет
Раптово помирає прем'єр-міністр Великої Британії, а на його похорон з'їжджаються всі лідери Західного світу. Через таке скупчення впливових людей цього світу заходи безпеки надзвичайні, проте це не зупиняє терористів від нападу на керівників західних країн.

## У ролях
| Актор           | Персонаж        | Роль                                       |
| --------------- | --------------- | ------------------------------------------ |
| Джерард Батлер  | Майк Беннінг    | агент Секретної служби США                 |
| Аарон Екхарт    | Бенджамін Ашер  | Президент США                              |
| Морган Фрімен   | Мартін Трамбулл | конгресмен, віцепрезидент США              |
| Алон Абутбул    | Амір Баркаві    | ідеолог терористів                         |
| Анджела Бассетт | Лінн Джейкобс   | Директор Секретної служби США              |
| Роберт Форстер  | Едвард Клеґґ    | генерал армії США                          |
| Мелісса Лео     | Рут Макміллан   | Міністр оборони США                        |
| Рада Мітчелл    | Лея Беннінг     | дружина Майка, медсестра                   |
| Шарлотта Райлі  | Жаклін Маршалл  | агент MI6                                  |
| Джекі Ерл Гейлі | Чіф Менсон      | очільник адміністрації президента США      |
| Колін Селмон    | Кевін Газард    | головний інспектор міської поліції Лондона |

## Створення фільму

### Знімальна група
- Кінорежисер — Бабак Наджафі
- Сценаристи — Крайтон Ротенберґер, Кетрін Бенедикт, Крістіан Ґудеґаст, Чед Сент-Джон
- Кінопродюсери — Джерард Батлер, Марк Ґілл, Денні Лернер, Метью О'Тул, Алан Сіґел, Лес Велдон
- Виконавчі продюсери — Крістіна Кроу, Боаз Девідсон, Зіґі Камаса, Аві Лернер, Гайді Джо Маркел, Крістіна Отал, Пітер Шлессел, Тревор Шорт, Джон Томпсон
- Композитор — Тревор Морріс
- Кінооператор — Ед Вайлд
- Кіномонтаж — Майкл Дж Дафі, Пол Мартін Сміт
- Підбір акторів — Елейн Ґрейнджер, Маріанна Станічева
- Художник-постановник — Джоел Коллінз
- Артдиректори — Керолайн Барклі, Білл Кратчер, Нік Дент та інші
- Художник по костюмах — Стефані Коллі[12].

### Виробництво
Зважаючи на касовий успіх фільму «Падіння Олімпу», було розпочато роботу над продовженням. У жовтні 2013 року було повідомлено, що продюсуванням і фінансуванням нового фільму займеться компанія Millennium Films, а Джерард Батлер, Аарон Екгарт, Морган Фрімен, Анджела Бассетт і Рада Мітчелл продовжуватимуть грати ті ж ролі. 1 травня 2014 року ресурс Deadline.com повідомив, що компанія Focus Features придбала права на фільм.

## Сприйняття

### Оцінки
Фільм отримав змішані відгуки: Rotten Tomatoes дав оцінку 25 % на основі 165 відгуків від критиків (середня оцінка 3,9/10) і 58 % від глядачів зі середньою оцінкою 3,4/5 (30 670 голосів). Загалом на сайті фільми має поганий рейтинг, фільму зарахований «гнилий помідор» від кінокритиків і «розсипаний попкорн» від глядачів, Internet Movie Database — 6,0/10 (38 991 голос), Metacritic — 28/100 (35 відгуки критиків) і 5,3/10 від глядачів (107 голосів). Загалом на цьому ресурсі від критиків фільм отримав погані відгуки, а від глядачів — змішані.

### Касові збори
Під час показу у США, що розпочався 4 березня 2016 року, протягом першого тижня фільм був показаний у 3 490 кінотеатрах і зібрав $21 635 601, що на той час дозволило йому зайняти 2 місце серед усіх прем'єр. Станом на 24 травня 2016 року показ фільму триває 82 дні (11,7 тижня), зібравши за цей час у прокаті у США 62 421 208 доларів США, а у решті світу 133 201 324 $ (за іншими даними $131 233 369), тобто загалом $195 622 532 (за іншими даними $193 654 577) при бюджеті 60 млн доларів США.

### Виноски
1. 1 2  London Has Fallen: Release Info (англ.). Internet Movie Database. Архів оригіналу за 4 березня 2016. Процитовано 12 березня 2016.
2. 1 2  Падіння Лондона. Kino-teatr.ua. Архів оригіналу за 13 березня 2016. Процитовано 19 лютого 2016.
3. 1 2  Brent Lang (2 березня 2016). Box Office: ‘Zootopia’ to Take Down ‘Deadpool’ With Huge $60 Million-Plus Debut (англ.). Variety. Архів оригіналу за 8 березня 2016. Процитовано 5 березня 2016.
4. 1 2 3 4  London Has Fallen (англ.). Box Office Mojo. Архів оригіналу за 24 червня 2016. Процитовано 26 травня 2016.
5. 1 2 3 4  London Has Fallen (2016) (англ.). The Numbers. Архів оригіналу за 8 березня 2016. Процитовано 26 травня 2016.
6. ↑  London Has Fallen (англ.). AllMovie. Архів оригіналу за 22 березня 2016. Процитовано 16 березня 2016.
7. ↑  Падіння Лондона / London Has Fallen (2016) / Джарвіс - ваш асистент з вибору фільмів. jarvis.net.ua (укр.). Процитовано 13 травня 2024.
8. ↑  Падіння Лондона. ICTV.
9. 1 2 3  «Падіння Лондону» (2015, London Has Fallen). Кіноріум (укр.). Процитовано 13 травня 2024.
10. ↑  Падіння Лондона (2016) - Актори та знімальна група. The Movie Database (TMDB).
11. ↑  Дарія Сєчкова (17 березня 2016). Звірі-поліцейські та жінка з рушницею — кінопрем'єри 17 березня. Gazeta.ua. Архів оригіналу за 17 березня 2016. Процитовано 17 березня 2016.
12. ↑  London Has Fallen: Full Cast & Crew (англ.). Internet Movie Database. Архів оригіналу за 5 березня 2016. Процитовано 19 лютого 2016.
13. ↑  Adam Chitwood (29 жовтня 2013). Gerard Butler, Morgan Freeman, and Aaron Eckhart Returning for Olympus Has Fallen Sequel London Has Fallen (англ.). Collider.com. Архів оригіналу за 6 листопада 2015. Процитовано 19 лютого 2016.
14. ↑  The Deadline Team (1 травня 2014). Focus Features Dates ‘Olympus’ Sequel ‘London Has Fallen’ For October 2015 (англ.). Deadline.com. Архів оригіналу за 21 лютого 2016. Процитовано 19 лютого 2016.
15. ↑  London Has Fallen (англ.). Rotten Tomatoes. Архів оригіналу за 30 листопада 2017. Процитовано 26 травня 2016.
16. ↑  London Has Fallen (англ.). Internet Movie Database. Архів оригіналу за 23 травня 2016. Процитовано 26 травня 2016.
17. ↑  London Has Fallen (англ.). Metacritic. Архів оригіналу за 2 серпня 2017. Процитовано 26 травня 2016.